# Roots Hall
Roots Hall, voluit: Roots Hall Stadium, is een voetbalstadion in Prittlewell in Southend-on-Sea in Engeland. De voetbalclub Southend United speelt in het stadion zijn thuiswedstrijden. Het stadion biedt plaats aan 12.392 toeschouwers. Daarmee is het het grootste voetbalstadion in Essex.
Het stadion werd begin jaren vijftig gebouwd op de plek waar Southend United in het begin van de twintigste eeuw al zijn thuiswedstrijden had gespeeld. In de tussentijd werd het terrein echter voor militaire doeleinden gebruikt. Southend United heeft plannen om het stadion te verlaten, de bouw van het nieuwe stadion is echter nog niet begonnen.